# Liste der ethnischen Gruppen in Myanmar

Eine ethnolinguistische Karte von Burma (Anmerkung: Eine Reihe von ethnischen Minderheiten werden auf dieser Karte nicht anerkannt, darunter die Rakhine, die 3,5 Prozent der Bevölkerung ausmachen).

Myanmar (auch bekannt als Burma) ist eine ethnisch extrem vielfältige Nation mit 135 verschiedenen ethnischen Gruppen, die von der Regierung von Myanmar offiziell anerkannt sind. Diese sind in acht „große nationale ethnische Rassen“ gruppiert: Bamar, Kachin, Kayah, Kayin, Chin, Mon, Rakhine und Shan, die in folgender Liste der ethnischen Gruppen in Myanmar aufgeführt sind.

## Liste der Ethnien
Anmerkung: Die folgende Liste ist sehr umstritten. Viele der Namen und Schreibvarianten sind nur aus dieser offiziellen Liste bekannt.
Kachin umfasst 12 verschiedene ethnische Gruppen
1. Kachin siehe: Jingpo
2. Trone siehe: Taron (Volk)
3. Dalaung, unbekannt
4. Jinghpaw siehe: Singpho (Ethnie)
5. Guari, unbekannt
6. Hkahku siehe: Jingpo
7. Duleng, unbekannt
8. Maru (Lawgore)
9. Rawang siehe: Nung Rawang
10. Lashi (La Chit)
11. Atsi siehe: Zaiwa (Sprache)
12. Lisu
Kayah umfasst 9 verschiedene ethnische Gruppen
Anmerkung, eine bekannte fragwürdige Quelle.
13. Kayah (Karenni)
14. Zayein (Lahta; Gaungto; Loilong Karens)
15. Ka-Yun (Kayan; Padaung)
16. Gheko (Karen, Geko)
17. Kebar, vielleicht Übersetzungsfehler für Geba Karen (Sprache)
18. Bre (Ka-Yaw; Kayaw)
19. Manu Manaw (Manumanaw)
20. Yin Talai, vielleicht Yintale
21. Yin Baw (Yinbaw)
Kayin umfasst 11 verschiedene ethnische Gruppen
22. Kayin (Karen)
23. Kayinpyu (Geba Karen)
24. Pa-Le-Chi, maybe Mobwa
25. Mon Kayin (Sarpyu), unbekannt
26. Sgaw (Karen, S’gaw)
27. Ta-Lay-Pwa, unbekannt
28. Paku (Karen, Paku)
29. Bwe (Bwe Karen)
30. Monnepwa (Karen, Paku)
31. Monpwa, unbekannt
32. Shu (Ethnie) (Pwo Kayin)
Chin umfasst 53 verschiedene ethnische Gruppen
Möglicherweise ursprünglich eine Liste von Steuerbezirken. Mit der höchsten Steuer zuerst.
33. Chin
34. Meithei (Meitei; Kathe)
35. Saline (Salai)
36. Ka-Lin-Kaw (Lushay)
37. Khumi (Khami)
38. Awa Khami  (Mro-Khami)
39. Khawno
40. Kaungso
41. Kaung Saing Chin
42. Kwelshin (Khualsim)
43. Kwangli (Sim)
44. Gunte (Lyente; Falam)
45. Gwete (Guite)
46. Ngorn (Chin, Ngawn)
47. Siyin (Sizaang), (Sizang)
48. Sentang
49. Saing Zan
50. Za-How (Zahau)
51. Zotung
52. Zo-Pe
53. Zo
54. Zahnyet (Zanniet)
55. Tapong
56. Tiddim (Hai-Dim)
57. Tay-Zan
58. Taishon (Tashon)
59. Thado
60. Torr (Tawr)
61. Dim
62. Dai (Yindu)
63. Naga
64. Tangkhul
65. Malin
66. Panun
67. Magun
68. Matu
69. Miram (Mara, Shendu, Lakher etc.)
70. Mi-er
71. Mgan
72. Lushei (Lushay)
73. Laymyo
74. Lyente
75. Lautu
76. Lai (Haka Chin)
77. Laizao
78. Mru
79. Hualngo
80. Anu
81. Anun
82. Oo-Pu
83. Lhinbu
84. Asho (Plain)
85. Rongtu
Bamar umfasst 9 ethnische Gruppen
86. Bamar (Burman)
87. Dawei von der Stadt Dawei
88. Beik
89. Yaw
90. Yabein
91. Kadu (Kado)
92. Ganan
93. Salone (Salon; Moken)
94. Hpon
Mon umfasst eine ethnische Gruppe
95. Mon
Rakhine umfasst 7 ethnische Gruppen
96. Rakhine (Arakanesen)
97. Kamein
98. Kwe Myi
99. Daingnet
100. Maramagyi
101. Mro (Wakim)
102. Thet
Shan umfasst 33 ethnische Gruppen
103. Shan (Tai)
104. Yun (Lao)
105. Kwi
106. Pyin
107. Yao (Hmong; Mien)
108. Danaw (Danau)
109. Pale
110. Eng (En)
111. Son
112. Khamu (Khmu)
113. Kaw (Akha-E-Kaw)
114. Kokant (Kokang)
115. Khamti Shan
116. Hkun (Khün)
117. Taungyo
118. Danu
119. Palaung
120. Man Zi
121. Yin Kya
122. Yin Net
123. Shan Gale
124. Shan Gyi
125. Lahu
126. Intha
127. Eik-swair
128. Pa-O (Taungthu; Black Karen)
129. Tai-Loi
130. Tai-Lem
131. Tai-Lon
132. Tai-Lay
133. Maingtha (Achang)
134. Maw Shan
135. Wa (Va)

## Nicht anerkannte ethnische Gruppen
Die Regierung von Myanmar (Burma) erkennt mehrere ethnische Gruppen nicht als Teil der Liste der 135 offiziell anerkannten ethnischen Gruppen an:
- Burmesische Chinesen
- Panthay[7]
- Burmesische Inder[8]
- Burmesische Gurkha
- Tibeter
- Anglo-Burmesen
- Pakistanis in Myanmar
- Rohingya